# Blue Lightning
Blue Lightning — игра в жанре псевдо-симулятор, в которой игрок управляет военным самолётом. Эту игру, разработанную Epyx одной из первых выпустили для консоли Atari Lynx (также разработанной Epyx) в 1989 году. Игра называется одним из лучших симуляторов воздушного боя на портативных приставках.

## Сюжет
Мир собрался захватить злой генерал Драко. Игрок, в роли лучшего пилота эскадрильи «Голубые молнии» ООН, должен путешествовать с континента на континент, чтобы остановить планы Драко.

## Геймплей
В игре присутствуют семь «реальных» реактивных самолётов (включая F-14A Tomcat, МиГ-29 и A-10 Thunderbolt II) и несколько типов миссий: воздушный бой, уничтожение наземных целей, эскорт.
У игрока имеются пушки, ракеты и бомбы. Играть можно как с видом от первого лица, так и с камерой, расположенной за самолётом.

## Ремейк
В 1995 году Attention To Detail был разработан ремейк, который поставлялся в комплекте с приставкой Atari Jaguar CD. Ремейк получил плохие оценки обозревателей. Он критиковался за графику, анимацию и игровой процесс, которые не сильно улучшились по сравнению с версией для Lynx. Если версия для Lynx хорошо продемонстрировала возможности аппаратного обеспечения этой приставки, то в версии для Jaguar разработчикам это не удалось.